# Kinderstad Heerlen
Kinderstad Heerlen (kortweg: Kinderstad) is een indoorspeeltuin in de Nederlands-Limburgse plaats Heerlen. Kinderstad Heerlen is gevestigd in een voormalige houtsnijfabriek. Klaas en Bert van der Honing kochten in 1999 deze fabriek en richtten op die locatie Kinderstad op. De hal heeft een oppervlakte van ongeveer 12.000 m² en er staan een aantal kermisattracties, speeltoestellen, trampolines en springkussens. Ook heeft Kinderstad een arcadehal met diverse arcadespellen.
De indoorspeeltuin is voornamelijk gericht op jongere kinderen tot 14 jaar.

## Attracties

### Huidige attracties
- Achtbaan (sinds 2013)
- Boomstamattractie
- Botsauto's
- Dubbeldek Carrousel
- 4D Simulator (sinds 2017)
- Grijpautomaat
- Spinning Coaster (Sinds 2018)

### Voormalige attracties
- Mini Trein Express (tot 2006)
- Waterfiets (tot 2017)
- Wacky Worm-achtbaan (van 2011 tot 2012)

### Speeltoestellen
- Ballenbak
- Glijbaan (sinds 2007)
- Klimtoren
- klimrek
- Springkussens
- trampolines